# Instant Karma! (We All Shine On)
"Instant Karma! (We All Shine On)" és el tercer senzill del músic britànic John Lennon, publicat per Apple Records l'any 1970.

## Composició i enregistrament
Suposa una de les cançons gravades amb major rapidesa, sent registrada als Abbey Road Studios el mateix dia que va ser escrita i sortint al mercat amb prou feines deu dies més tard. Lennon va remarcar a la premsa que "l'havia compost a l'esmorzar, la va gravar a l'hora del menjar i la van editar durant el sopar".
El tema va ser produït per Phil Spector, convertint-se en un dels primers projectes paral·lels a The Beatles en els quals treballava el productor musical: Lennon havia demanat a Spector perquè donés forma al projecte Get Back, el qual seria publicat al maig del mateix any amb una producció allunyada de la línia de George Martin.
El tema està interpretat per The Plastic Ono Band, projecte desenvolupat per Lennon i Ono i conformat per una sèrie de músics aleatoris que sustentarien a qualsevol moment a la parella. Per a l'enregistrament del tema, Billy Preston es va sumar al piano, Klaus Voormann va tocar el baix i el piano elèctric, Alan White va tocar la bateria, George Harrison, la guitarra elèctrica, i Yoko Ono participaria en els cors al costat de l'assistent de The Beatles Mal Evans.

## Llançament
El senzill va ser imprès en el típic format d'Apple Records, amb les paraules "Play loud" (que pot traduir-se al català com "tocar alt") superposat en la primera cara. La cara B del senzill afegeix el lema "Play soft" ("tocar baix" o "suau").
Instant Karma! va aparèixer per primera vegada com a part d'un àlbum en el recopilatori de 1975 Shaved Fish, sent un dels temes més importants de la breu discografia en solitari de John Lennon.

## Recepció
Als Estats Units, va representar el primer Top Ten per al músic, en aconseguir un notable # 3 en els llistats de Billboard Hot 100. D'igual forma, fou un èxit en l'UK Singles Chart del Regne Unit en aconseguir el # 5.
Curiosament, aquest fet va ocórrer quan el senzill de The Beatles "Let It Be" es trobava en la primera posició d'aquesta llista nord-americana al març de 1970. Quan Instant Karma! va aconseguir la # 3, The Beatles oficialment van anunciar la seva dissolució, si bé van aconseguir un altre èxit similar (i últim) amb "The Long and Winding Road", al maig d'aquest mateix any.

## Versions
- El tema va ser versionat l'any 1995 per Toad the Wet Sprocket. La versió va ser publicada en l'àlbum Working Class Hero: A Tribute to John Lennon.[4]

- L'any 2006, la cançó va ser interpretada per Duran Duran per a un àlbum recopilatori en memòria del 25è aniversari de la mort de Lennon.[5] La versió inclou un ritme més fort que el tema original, especialment en el nivell del baix. Així mateix, el músic interpretaria el tema en alguns concerts.

- "Instant Karma" va ser inclosa en prop de deu concerts de la gira Vertigo Tour d'U2, acompanyat per Patti Smith. U2 i Green Day gravarien posteriorment el tema per a l'àlbum Instant Karma: The Amnesty International Campaign to Save Darfur, l'any 2007.[6][7]

- El tema va ser versionat el 2007 per Tòquio Hotel, la versió del qual va ser publicada en l'àlbum Instant Karma: The Amnesty International Campaign to Save Darfur.[8]

- La banda de rock japonesa Beat Crusaders va fer una versió del tema en l'àlbum Musicrusaders.

- L'any 2006, la banda sonora de la sèrie de televisió Em dic Earl inclouria una llarga versió del tema a càrrec de John Hiatt.

- El 2015, va ser versionada per Brandon Flowers per al John Lennon´s 75th Birthday Concert el dìa 6 de desembre de 2015 a New York.